# Bruno Goetz
Bruno Goetz (* 6. November 1885 in Riga; † 19. März 1954 in Zürich) war ein deutschbaltischer Dichter, Schriftsteller und Übersetzer.

## Leben
Bruno Goetz besuchte in seiner Heimatstadt das Alexandergymnasium und studierte 1904 bis 1910 in München und Wien, um danach einige Jahre als Theaterkritiker und Feuilletonist für Rigaer Zeitungen zu schreiben. Er litt schon von Jugend an unter Schwermut. Wegen seiner Melancholie konsultierte er Sigmund Freud, um von ihm die Empfehlung zu erhalten, keine Psychoanalyse durchzuführen. Von Wien aus ging Goetz nach Ascona zur Künstlerkolonie Monte Verità, wo er bis 1909 blieb und dem Kreis um Johannes Nohl, Erich Mühsam und Lotte Hattemer († April 1906 durch Suizid) angehörte.
Er flüchtete mit Carlo Holzer aus Ascona und war dann bis in die 1920er Jahre ein umherschweifender Bohémien, mit Aufenthalten in Zürich und Berlin, wo er als Korrespondent für verschiedene Zeitungen tätig war. Während seiner Wanderjahre schloss er Bekanntschaften mit Friedrich Glauser und Gusto Gräser. Um 1917/1918 befreundete sich Goetz mit dem Historiker und Juristen Heinrich Goesch (1880–1930), mit dem er später nach Berlin zog. Ab 1923 lebte er als freier Autor in Überlingen. Unter dem Titel Die Kolonie im Tessin verfasste Goetz 1931 einen Aufruf zur Gründung einer Gemeinschaft, die ähnliche Ziele verfolgen sollte wie der ihm wohlbekannte Monte Verità von Ascona. Die Kolonie kam nicht zustande, doch sammelte sich um Bruno Goetz ein Freundeskreis und „Gesinnungskreis“, zu dem auch die Brüder Friedrich Georg und Ernst Jünger zählten. Dieser sogenannte „Hügelkreis“ sammelte sich in Häusern, die auf Anhöhung im Osten von Überlingen gebaut wurden. Die Gegend wurde deshalb von den Einheimischen als „Hungerhügel“ bezeichnet. Der Künstlerkreis gehört zum Hintergrund von Ernst Jüngers Aufsehen erregendem Roman Auf den Marmorklippen von 1939.
1946 verließ er Überlingen und verbrachte seine letzten Lebensjahre wieder in Zürich, wo er unter anderem als Übersetzer zahlreicher Werke aus dem Rüssischen und dem Italienischen für den Manesse-Verlag anfertigte. Als er 1954 starb, hielt die Grabrede sein Freund, der Schriftsteller Werner Bergengruen.
Bruno Goetz war verheiratet mit der Malerin Elisabeth von Ruckteschell (1886–1963). Er hatte zwei Schwestern, Erika Goetz und Margarethe Agnes Binswanger-Goetz, die sein literarisches Erbe zunächst fortführten und später an den Verein Freundeskreis um Bruno Goetz abtraten. Dieser gab die Verantwortung 1999 an die Zentralbibliothek Zürich weiter.

## Werk
Über seine Zeit auf dem Monte Verità verfasste Bruno Goetz zwei Romane. In seinem ersten Roman Das Reich ohne Raum – hauptsächlich aus Traumszenen bestehend – ist ein Wanderer im heilgen Narrenkleid der Protagonist. In dem Wanderer, der junge Menschen aus bürgerlicher Sicherheit in seine Nachfolge herausruft, ist unschwer der Wanderredner und -dichter Gusto Gräser vom Monte Verità zu erkennen. Für die Träume war ein Anreger auch sein Freund Heinrich Goesch, der sich von Otto Gross analysieren ließ. Das Werk nahm Carl Gustav Jung zum Anlass, es in seinen Seminaren zu besprechen. Seine Schülerin Marie-Louise von Franz hat es, Kapitel für Kapitel, in einer Neuausgabe kommentiert.
Im zweiten Roman Das göttliche Gesicht, erhebt er Lotte Hattemer, eine Siedlerin vom Monte Verità, zur Naturheiligen, die von den Analytikern der Kolonie (Johannes Nohl und Otto Gross) in den Tod getrieben wird (Annegret Diethelm und Atillio D’Andrea: Das „Neue Licht“ im Wasserfall von Arcegno. In: Tessiner Zeitung, 1. Oktober 2010, S. 15).

## Werke
Autor
- Gauner und Sklaven. Ein Schauspiel in 4 Aufzügen, Weinböhla 1918
- Das Reich ohne Raum. Roman. Kiepenheuer, Potsdam 1919. Erweiterte Ausgabe: Das Reich ohne Raum. Eine Chronik wunderlicher Begebenheiten. Neue unverstümmelte Ausgabe, Konstanz 1925. Neuauflage mit Kommentaren von Marie-Louise von Franz: Origo Verlag, Zürich 1962.
- Der letzte und der erste Tag – Zeitgedichte. Verlag Benz & Gen. Überlingen am Bodensee 1926
- Das göttliche Gesicht. Roman. 1927.[11]
- Neuer Adel. Otto Reichl Verlag, Darmstadt, 1929.
- Das Flügelross. Gedichte. Silberburg, Stuttgart 1938.
- Der siebenköpfige Drache. Novellen. Bühler, Baden-Baden 1948.
- Der Punkt zwischen den Augen. Novellen, Bühler, Baden-Baden 1948.
- Der Gott und die Schlange. Balladen. Vorwort von Werner Bergengruen. Bellerive, Zürich 1949.
- Götterlieder. Gedichte. Zyklus der Holzschnitte Götterbilder von Werner Gothein. Origo, Zürich 1952.
- Der Trank des Lebens. Dichtung. Mit 6 Original-Radierungen von M.E. Houck, Limitierte Auflage, Chr. Bichsel & Sohn, Zürich 1954
- Der Gefangene und der Flötenbläser. Schneider, Heidelberg [1960].
- Das ist alles, was ich über Freud zu erzählen habe. Erinnerungen an Sigmund Freud. Friedenauer Presse, Berlin 1969.

Übersetzungen
- Lew Tolstoi: Anna Karenina.
- Nikolai Gogol: Meistererzählungen. Manesse, Zürich 1949.
- Grazia Deledda: Schilf im Wind. Roman, Manesse, Zürich 1951.
- Italienische Gedichte. Von Kaiser Friedrich II bis Gabriele D’Annunzio. Manesse, Zürich 1953.

Herausgeber
- Die jungen Balten. Gedichte, Charlottenburg 1918.
- Überlinger Almanach. Überlingen 1925.